# Wald am Großen Streitrodt bei Delliehausen
Der Wald am Großen Streitrodt bei Delliehausen ist ein Naturschutzgebiet in den niedersächsischen Gemeinden Hardegsen und Uslar im Landkreis Northeim.

## Allgemeines
Das Naturschutzgebiet mit dem Kennzeichen NSG BR 171 ist circa 228 Hektar groß. Es umfasst das gleichnamige, 225,38 Hektar große FFH-Gebiet. Im Geltungsbereich der Naturschutzverordnung ersetzte es das Landschaftsschutzgebiet „Solling“, von dem es ansonsten vollständig umgeben ist. Das Gebiet steht seit dem 15. Oktober 2020 unter Naturschutz. Zuständige untere Naturschutzbehörde ist der Landkreis Northeim.

## Beschreibung
Das Naturschutzgebiet liegt nordwestlich von Göttingen innerhalb des Naturparks Solling-Vogler. Es stellt ausgedehnte Buchenwälder im Osten des Sollings unter Schutz. Im Südosten ist ein Tal mit den Quellbächen der Kobbeke in das Naturschutzgebiet einbezogen.
Die Buchenwälder sind als Hainsimsen- und Waldmeister-Buchenwälder ausgeprägt. Stellenweise sind alte Eichenbestände in die Buchenwälder eingestreut. Zu den von der Rotbuche dominierten Beständen gesellen sich Traubeneiche, Hängebirke und Eberesche, stellenweise auch Esche, Bergahorn und Spitzahorn. In der Krautschicht siedeln je nach Ausprägung der Buchenwälder Pillensegge, Drahtschmiele, Gewöhnlicher Dornfarn, Waldsauerklee, Waldflattergras, Waldhainsimse und Heidelbeere bzw. Waldsegge, Waldfrauenfarn und Eichenfarn. Weiterhin kommen Igelsegge und Sprossender Bärlapp sowie verschiedene Moose, darunter Kleingabelzahnmoos, Schönes Widertonmoos, Etagenmoos, Gewöhnliches Igelhaubenmoos, Gewöhnliches Kratzmoos und Gemeines Brunnenmoos und Flechten wie die Schriftflechte vor. Pilze sind beispielsweise durch Echter Pfifferling, Totentrompete und Strubbelkopfröhrling vertreten. Die Wälder verfügen über einen hohen Alt- und Totholzanteil. Die Wälder sind Lebensraum unter anderem für Luchs, Wildkatze, verschiedene Fledermäuse, darunter das Große Mausohr, Schwarzspecht, Hirschkäfer, Goldglänzender Laufkäfer und Sägebock.
Im Tal der Kobbeke sind Mähwiesen ausgeprägt. Hier siedeln beispielsweise Scharfer Hahnenfuß, Sumpfhornklee, Rotklee, Kleiner Klee und Wiesenfuchsschwanz. Die Wiesen beherbergen unter anderem den Mädesüß-Perlmuttfalter.
Das Naturschutzgebiet ist größtenteils von weiteren Wäldern umgeben.